# Pierre Béquet
Pour les articles homonymes, voir Béquet.
Pierre Béquet, né le 27 octobre 1932 à Versailles et mort le 21 décembre 2012 à Versailles, est un dessinateur et graveur français de timbres-poste. Il a réalisé pour la Poste française (métropole et Terres australes et antarctiques françaises), et les postes de certains pays d'Afrique francophone nouvellement indépendants, plus de 700 timbres. 

## Biographie
Formé à l'École Estienne par René Cottet, puis à l'École des beaux-arts de Paris par Robert Cami, il fréquente plusieurs professeurs de gravure ayant réalisé des timbres-poste. En 1960, il remporte le prix de Rome de gravure en taille-douce.
Il est engagé par le BEPTOM (chargé de fournir en timbres les territoires d'outre-mer et les anciennes colonies) et grave son premier timbre en 1961 pour le Congo-Brazzaville. La demande étant alors forte, il grave plusieurs timbres. En 1963, il grave « Combats d'éléphants de mer », un timbre pour les Terres australes et antarctiques françaises pour lesquels il travaille ensuite régulièrement, y compris pendant sa retraite : son dernier timbre, en hommage à l'administrateur des TAAF Roger Barberot, est émis en 2005. Sa première création pour la France est émise en 1965 (« 20e anniversaire de la Maison des jeunes et de la culture »). 
Son projet est choisi en 1971 pour la Marianne d'usage courant. Il emporte également le concours pour le timbre du 50e anniversaire de l'appel du 18 juin mêlant Marianne, croix de Lorraine et drapeau de la France.
Jusqu'aux dernières années de sa vie et malgré la maladie, Pierre Béquet a continué à graver pour les administrations postales françaises et à réaliser des gravures sur le sujet du temps, dont il disait : « le TEMPS me passionne par son abstraction inventée par l'homme devenu entièrement son prisonnier. À la fois, ce TEMPS n'existe pas mais toutes les secondes, il est présent. » (Timbres magazine, janvier 2005).

## Prix
- Prix de Rome de gravure, 1960
- Grand Prix de l'art philatélique : 1966, 1972, 1976 et 1982.

## Principales réalisations

### France métropolitaine
- « Maison des jeunes et de la culture », 1965
- « Découverte des îles Crozet et Kerguelen - 1772 », 1972
- Marianne de Béquet, 1971
- « 18 juin 1940 - Appel à la résistance », 19 juin 1990

### Terres australes et antarctiques françaises
- « Combats d'éléphants de mer », 1963
- Timbres en hommage aux administrateurs du territoire : André Beaugé (2000), Robert Genty (2004), Roger Barberot (2005)